# 1237 Genevieve
1237 Genevieve је астероид главног астероидног појаса са пречником од приближно 39,81 .
Афел астероида је на удаљености од 2,813 астрономских јединица (АЈ) од Сунца, а перихел на 2,409 АЈ.
Ексцентрицитет орбите износи 0,077, инклинација (нагиб) орбите у односу на раван еклиптике 9,731 степени, а орбитални период износи 1541,692 дана (4,220 године).
Апсолутна магнитуда астероида је 10,70 а геометријски албедо 0,058.
Астероид је откривен 2. децембра 1931. године.